# Philadelphia Union 2021
Questa voce raccoglie le informazioni riguardanti il Philadelphia Union nelle competizioni ufficiali della stagione 2021.

## Stagione
La stagione 2021 è la dodicesima nella Major League Soccer. La stagione è bagnata dall'esordio in CONCACAF Champions League, in cui arrivano tre vittorie ed un pareggio nei primi due turni della competizione dando così accesso alle semifinali dove il club statunitense viene eliminato dall'América a seguito della doppia sconfitta subita tra le gare di andata e ritorno. In campionato gli Zolos terminano al sesto posto nella classifica generale e nella fase play-off si fermano in semifinale, battuti in rimonta 2-1 contro il New York City.

## Maglie e sponsor
Lo sponsor tecnico è Adidas e il main sponsor Grupo Bimbo.
| Casa | Trasferta |

## Organigramma societario

### Staff tecnico
Di seguito lo staff tecnico del Philadelphia Union aggiornato al 30 aprile 2021.
- Ernst Tanner - Direttore sportivo
- Jim Curtin - Allenatore
- Pat Noonan - Allenatore in seconda
- Dave McKay - Allenatore in seconda
- Frank Leicht - Allenatore in seconda
- Phil Wheddon - Allenatore dei portieri

## Rosa
| N. |                        | Ruolo | Calciatore                  |
| -- | ---------------------- | ----- | --------------------------- |
| 1  | Stati Uniti (bandiera) | P     | Matt Freese                 |
| 2  | Stati Uniti (bandiera) | D     | Matthew Real                |
| 3  | Inghilterra (bandiera) | D     | Jack Elliott                |
| 4  | Scozia (bandiera)      | D     | Stuart Findlay              |
| 5  | Norvegia (bandiera)    | D     | Jakob Glesnes               |
| 6  | Ungheria (bandiera)    | C     | Dániel Gazdag               |
| 7  | Brasile (bandiera)     | C     | Matheus Davó                |
| 8  | Venezuela (bandiera)   | C     | José Martínez               |
| 10 | Capo Verde (bandiera)  | C     | Jamiro Monteiro             |
| 11 | Stati Uniti (bandiera) | C     | Alejandro Bedoya (capitano) |
| 12 | Stati Uniti (bandiera) | P     | Joe Bendik                  |
| 13 | Stati Uniti (bandiera) | C     | Cole Turner                 |
| 14 | Stati Uniti (bandiera) | C     | Jack de Vries               |
| 15 | Camerun (bandiera)     | D     | Olivier Mbaizo              |
| 16 | Stati Uniti (bandiera) | C     | Jack McGlynn                |
| 17 | Brasile (bandiera)     | A     | Sergio Santos               |

| N. |                              | Ruolo | Calciatore       |
| -- | ---------------------------- | ----- | ---------------- |
| 18 | Giamaica (bandiera)          | P     | Andre Blake      |
| 19 | Giamaica (bandiera)          | A     | Cory Burke       |
| 20 | Venezuela (bandiera)         | C     | Jesús Bueno      |
| 21 | Stati Uniti (bandiera)       | C     | Anthony Fontana  |
| 22 | Trinidad e Tobago (bandiera) | P     | Greg Ranjitsingh |
| 23 | Polonia (bandiera)           | A     | Kacper Przybyłko |
| 24 | Slovacchia (bandiera)        | C     | Matej Oravec     |
| 25 | Brasile (bandiera)           | C     | Ilsinho          |
| 26 | Stati Uniti (bandiera)       | D     | Nathan Harriel   |
| 27 | Germania (bandiera)          | D     | Kai Wagner       |
| 29 | Giamaica (bandiera)          | D     | Alvas Powell     |
| 30 | Stati Uniti (bandiera)       | C     | Paxten Aaronson  |
| 31 | Stati Uniti (bandiera)       | C     | Leon Flach       |
| 33 | Stati Uniti (bandiera)       | C     | Quinn Sullivan   |
| 78 | Francia (bandiera)           | D     | Aurélien Collin  |